# Jules Lemaître
Pour les articles homonymes, voir Lemaître.
Jules Lemaître, né le 27 avril 1853 à Vennecy et mort le 5 août 1914 à Tavers, est un écrivain, critique dramatique, et figure du nationalisme français sous la Troisième République.

## Biographie
Lauréat du concours général en 1870, ancien élève de l'École normale supérieure et agrégé des lettres en 1875, François Élie Jules Lemaître fut successivement professeur de rhétorique au lycée du Havre, maître de conférences à l'École supérieure des lettres d'Alger en 1880, chargé de cours de littérature française à la Faculté des lettres de Besançon en 1882 et professeur à celle de Grenoble en 1883.
En 1882, Il soutint à la Sorbonne et publia sa thèse de doctorat consacrée à ’’La Comédie après Molière et le théâtre de Dancourt’’ .
Collaborateur de la Revue bleue et du Temps, il se fit connaître comme critique dramatique au Journal des Débats. Ses critiques ont été recueillies dans Les Contemporains (7 séries, 1886-1899) et Impressions de théâtre (10 séries, 1888-1898). En 1884, il renonça à l'enseignement pour se consacrer exclusivement à la littérature.
S'essayant lui-même au théâtre, il donna Révoltée à l'Odéon, Le Député Leveau au Théâtre du Vaudeville et Le Mariage blanc au Théâtre-Français. Il a également publié des contes, des nouvelles, un roman (Les Rois), et des poésies.
Dans les années 1880-1885, il fit la connaissance de la comtesse de Loynes, ancienne courtisane et son aînée de quinze ans. Elle allait devenir la femme de sa vie et lui le centre de son salon en même temps que l'instrument de son ambition politique. C'est sous son impulsion que Lemaître participa en 1899 à la fondation de la Ligue de la patrie française, ligue antidreyfusarde modérée,, destinée à faire campagne pour la reconnaissance de la culpabilité du capitaine Dreyfus, et dont il devint le président. En cette qualité, il prononça de nombreux discours et collabora à L'Écho de Paris. Il démissionna en 1904. La Ligue disparut à cette date.
Parmi les autres membres de cette Ligue, figurent de grands noms, comme les critiques Émile Faguet et Francisque Sarcey, les peintres Edgar Degas et Auguste Renoir, l’écrivain Jules Verne, le poète José-Maria de Heredia, etc.
Lemaître appartint ensuite à l'Action française dès sa création en 1908, qui coïncida avec la mort de Madame de Loynes.
Il fut élu à l'Académie française le 20 juin 1895 au fauteuil laissé vacant par Victor Duruy. Il y fut reçu par Octave Gréard.
Sa sépulture se trouve au cimetière de Tavers.

## Jugement d'un contemporain
« Les œuvres poétiques de M. Jules Lemaître passèrent à peu près inaperçues à leur parution et sont oubliées aujourd'hui ; ses romans, non plus, n'ont jamais fait grand bruit et ses pièces de théâtre, toujours accueillies favorablement cependant, ont rarement atteint le succès ; mais ses travaux de critique littéraire et dramatique ont établi sa réputation. Écrivain plein de verve, il déploie, en ses analyses, toutes les ressources d'un esprit brillant et d'un style abondant ; il amuse le lecteur et le charme souvent, mais il arrive rarement à le convaincre ; jouant toujours avec les idées, s'abandonnant à tous les caprices de sa fantaisie et évitant d'émettre des opinions trop absolues, il semble n'attacher lui-même qu'une minime importance à ses jugements. « C'est un fantaisiste qui s'amuse, » a dit de lui M. G. Lanson »

— C.-E. Curinier, Dictionnaire national des contemporains, vol. II, 1899-1919, p. 213.

## Œuvres
Poésie
- Les Médaillons, poésies (1880)

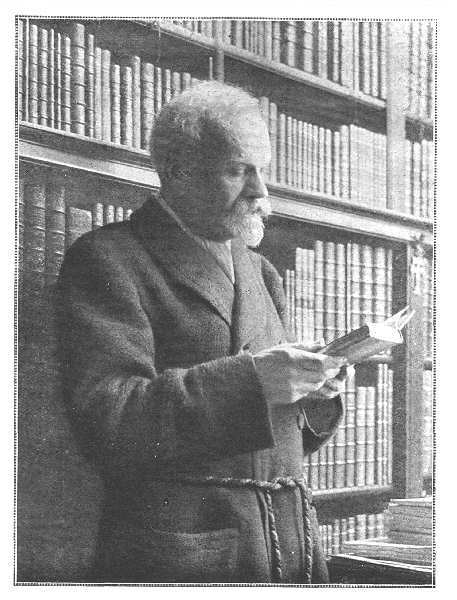
Jules Lemaître vers la fin de sa vie.

- Petites Orientales, poésies (1883)

Critique
- La Comédie après Molière et le théâtre de Dancourt, thèse présentée à la Faculté des lettres de Paris (1882)
- Quomodo Cornelius noster Aristotelis poeticam sit interpretatus, thèse présentée à la Faculté des lettres de Paris (1882)
- Corneille et la poétique d'Aristote, Paris, Lecène et Oudin (1888)
- Les Contemporains. Études et portraits littéraires (7 séries, 1886-1899 ; 8e série posthume)
- Impressions de théâtre (10 séries, 1888-1898)
- L'Imagier, études et portraits contemporains (1892)
- Jean-Jacques Rousseau (1907)
- Jean Racine (1908)
- Fénelon (1910)
- Châteaubriand (1912). Il fit également 10 conférences sur ce sujet. Ce cours a été professé à la <<Société des Conférences>>.
- Les Péchés de Sainte-Beuve (1913)

Théâtre
- Révoltée, pièce en 4 actes, Paris, Théâtre de l'Odéon, 9 avril 1889
- Le Député Leveau, comédie en 4 actes, Paris, Théâtre du Vaudeville, 16 octobre 1890
- Mariage blanc, drame en 3 actes, Paris, Comédie-Française, 20 mars 1891
- Flipote, comédie en 3 actes, Paris, Théâtre du Vaudeville, 22 février 1893
- Le Pardon, comédie en 3 actes, Paris, Comédie-Française, 11 février 1895
- L'Âge difficile, comédie en 3 actes, Paris, Théâtre du Gymnase, 29 janvier 1895
- La Bonne Hélène, comédie en 2 actes, en vers, Paris, Théâtre du Vaudeville, 31 janvier 1896
- L'Aînée, comédie en 4 actes et 5 tableaux, Paris, Théâtre du Gymnase, 6 avril 1898
- Bertrade, comédie en 4 actes, Paris, Théâtre de la Renaissance, 4 novembre 1905
- Le Mariage de Télémaque, comédie en 5 actes et 6 tableaux, musique de Claude Terrasse, livret écrit avec Maurice Donnay, Paris, Opéra-Comique, 4 mai 1910
- Kismet, conte arabe d'Edward Knoblauch, texte français de Jules Lemaître, Paris, Théâtre Sarah Bernhardt, 18 décembre 1912
- Un salon (1924, posthume)
- La Massière, comédie en 4 actes, Paris, Théâtre de la Renaissance, 11 janvier 1905 (publiée en 1905)
- Les Rois, drame en cinq actes

Divers
- Sérénus, histoire d'un martyr. Contes d'autrefois et d'aujourd'hui (1886)
- Dix contes (1890)
- Les Rois, roman (1893)
- La Franc-maçonnerie (1899)
- Contes blancs : la Cloche ; la Chapelle blanche ; Mariage blanc (1900)
- * « La Vierge aux anges » (ill. Adolphe Willette), L'Illustration,‎ décembre 1906, p. 6-9 (lire en ligne).
- " Contes blancs " illustrés par Henry Morin, chez Boivin & Cie Éditeurs, Paris, 1930
- En marge des vieux livres, contes (1905 et 1907)
- « La vierge sarrasine » (ill. Gustav-Adolf Mossa), L'Illustration,‎ décembre 1913, p. 19-22 (lire en ligne).
- La Vieillesse d'Hélène. Nouveaux contes en marge (1914)

## Lieux de résidence
- Rue Gay-Lussac.
- 62, rue de Rome.
- 39, rue des Écuries-d'Artois, au rez-de-chaussée (aujourd'hui rue d'Artois).

## Récompenses et hommages
- Prix Vitet 1887.

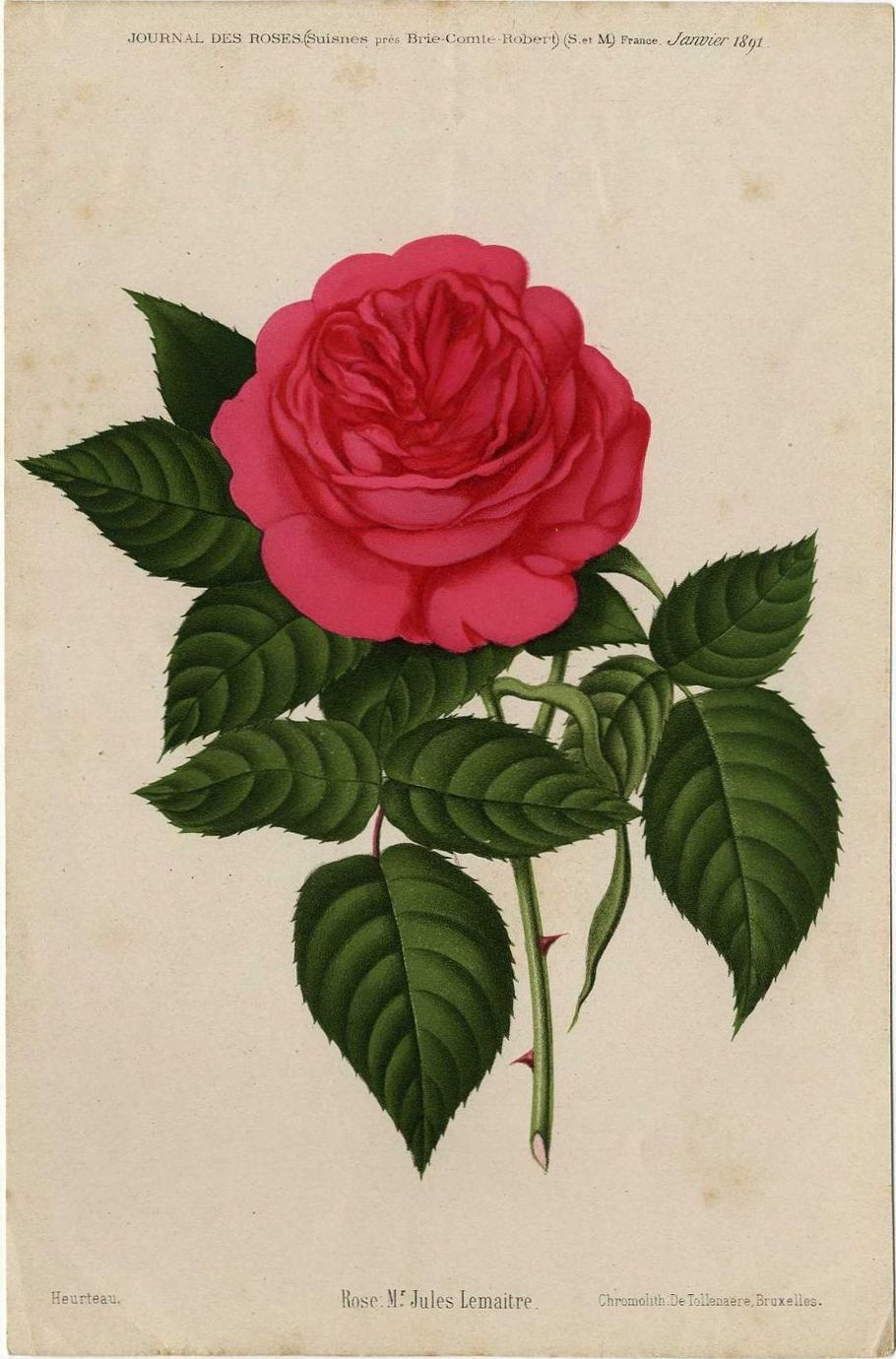
Rose « Monsieur Jules Lemaître », dans le Journal des roses (janvier 1891).

- Une rose rouge du nom de Monsieur Jules Lemaître lui est dédiée par Vigneron en 1890.
- La rue Jules-Lemaître, dans le 12e arrondissement de Paris, porte son nom depuis 1926.

### Articles de presse
- Charles Maurras, « Jules Lemaître », dans Tombeaux, Nouvelle Librairie nationale, 1921 (lire en ligne), p. 9-13

### Iconographie
- Dornac, Portrait de l'écrivain André Theuriet (1833-1907) dans son intérieur, entre 1885 et 1895, photographie, Paris, musée Carnavalet (notice en ligne).
- Son portrait, dessiné par Aristide Delannoy, figure en première page du périodique Les Hommes du Jour, dans le numéro 49, daté du 26 Décembre 1908.